# Tremblaya ceroplastae
Tremblaya ceroplastae är en stekelart som först beskrevs av Jean Risbec 1954.  Tremblaya ceroplastae ingår i släktet Tremblaya och familjen sköldlussteklar. Inga underarter finns listade i Catalogue of Life.